# Expérience de Michelson et Morley
 (avril 2019).
Si vous disposez d'ouvrages ou d'articles de référence ou si vous connaissez des sites web de qualité traitant du thème abordé ici, merci de compléter l'article en donnant les références utiles à sa vérifiabilité et en les liant à la section « Notes et références ».
L'expérience de Michelson et Morley est une expérience d'optique qui a tenté de démontrer l'existence de l'éther luminifère. Pour y parvenir, Albert Abraham Michelson et Edward Morley ont cherché à mettre en évidence la différence de vitesse de la lumière entre deux directions perpendiculaires et à deux périodes espacées de 6 mois (positions de la Terre "opposées" sur son orbite), et concluent que cette différence était inférieure à ce que le dispositif permettait de mesurer (l'effet attendu étant environ 4 fois supérieur à la précision du dispositif).

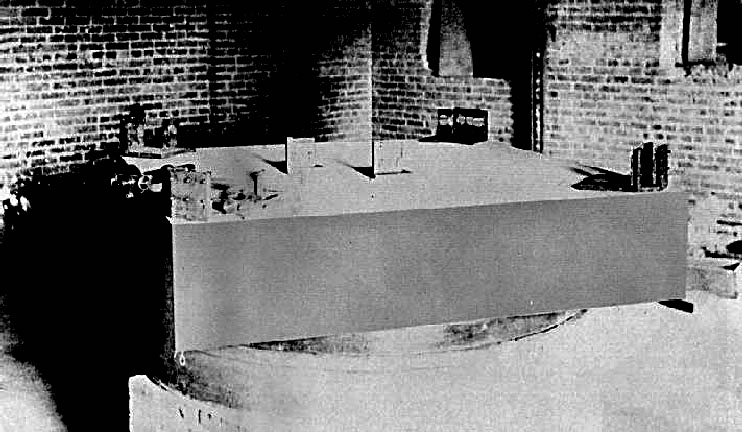
L'interféromètre utilisé par Michelson et Morley en 1887

En fait, il s'agit de toute une série d'expériences entre 1881 (Michelson seul) et 1887 (ensemble), date à laquelle le résultat est définitivement admis (bien que cette expérience soit régulièrement refaite à chaque fois qu'un progrès technique permet de gagner en précision, avec toujours le même résultat) que la vitesse de la lumière est constante. 
L'interprétation de ce résultat a conduit les physiciens à mettre en doute l'existence de l'éther (qui était supposé être le support matériel des vibrations d'une onde électromagnétique comme la lumière) ou tout au moins de son mouvement. Cela montrait aussi que la vitesse de la lumière était la même dans toutes les directions jusqu'au deuxième ordre en (v/c), qui était la précision de l'expérience.
C'est dans l'histoire de la physique une des plus importantes et une des plus célèbres expériences, elle valut à Michelson le prix Nobel de physique en 1907.

## Principe
Cette expérience a été conçue par Michelson pour mesurer la vitesse de la lumière dans son support supposé (l'éther) et en se basant sur la loi classique d'addition des vitesses. Il est apparu que la Terre, sur son orbite avec une vitesse d'environ 30 km/s par rapport au Soleil, était le laboratoire idéal pour déceler une variation de la vitesse de la lumière sur des parcours identiques en longueur mais qui devaient être différents en temps selon qu'ils seraient dans le sens du mouvement ou perpendiculairement au vent d'éther.

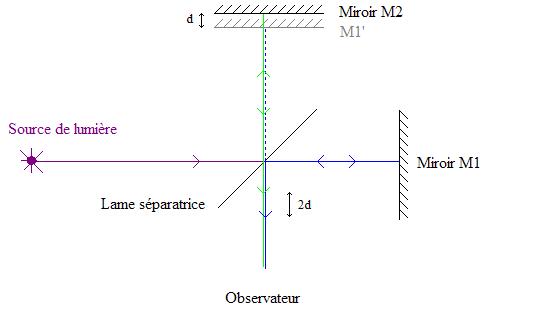
Illustration de l'expérience de Michelson-Morley

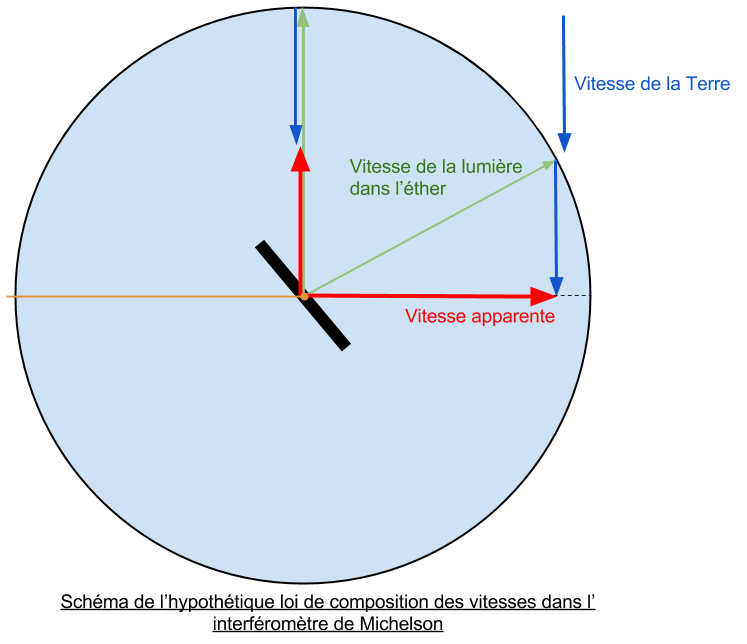
Schéma de l'hypothétique loi de composition des vitesses dans l'interféromètre de Michelson

On construit l'appareil de telle sorte que les miroirs M1 et M2 soient à égale distance, D, de la lame séparatrice.
Alors, si la Terre est immobile par rapport à l'éther, les deux trajets dans les deux directions perpendiculaires sont égaux (même distance parcourue, même durée de trajet). 
Si, en revanche, la Terre est en mouvement par rapport à l'éther, à la vitesse v dans une direction (vers M1 par exemple), alors les deux trajets ne sont pas faits à la même vitesse, et le temps nécessaire n'est pas le même dans les deux directions :
- un aller et retour dans le sens de la marche de la Terre (vers M1) nécessite un temps

{\displaystyle t_{1}={\frac {D}{c-v}}+{\frac {D}{c+v}}={\frac {2D\cdot c}{c^{2}-v^{2}}}={\frac {2D}{c}}\left(1+{\frac {v^{2}}{c^{2}}}\right)}
- un aller-retour perpendiculairement à la marche de la Terre (vers M2) nécessite un temps

{\displaystyle t_{2}={\frac {2D}{\sqrt {c^{2}-v^{2}}}}} soit, en négligeant les termes de second ordre : {\displaystyle {\frac {2D}{c}}\left(1+{\frac {v^{2}}{2c^{2}}}\right)} .
La différence de temps de parcours entre les deux trajets est alors: {\displaystyle \Delta t=t_{1}-t_{2}=D{\frac {v^{2}}{c^{3}}}}. 
L'écart de temps attendu est trop faible pour être directement mesuré : la vitesse de lumière était déjà connue pour être de l'ordre de 3×108 m/s, la vitesse de la Terre par rapport au Soleil, donc par rapport à l'éther, de l'ordre de 3×104 m/s, et la dimension du dispositif de l'ordre de 10 m. Soit finalement une mesure de l'ordre de 10 × 109 / 1025 soit 10-15 s. 
Il s'agit donc d'une quantité trop petite pour être mesurable avec une grande précision. On peut en revanche espérer la mettre en évidence par l'observation des franges d'interférence. En effet, le chemin optique – ou la différence de marche – {\displaystyle \delta =c\cdot t} est tel que {\displaystyle \Delta \delta =c\cdot \Delta t}. 
On calcule l'ordre d'interférence {\displaystyle \Delta p} par définition, et compte tenu de la vitesse orbitale de la Terre sur son orbite 30 km/s :
{\displaystyle \Delta p={\frac {\Delta \delta }{\lambda }}={\frac {c\cdot \Delta t}{\lambda }}}
ou encore
{\displaystyle \Delta p={\frac {c\cdot \Delta t}{\lambda }}={\frac {D}{\lambda }}\beta ^{2}} 
avec {\displaystyle \beta ={\frac {v}{c}}={\frac {3\times 10^{4}}{3\times 10^{8}}}=10^{-4}}. 
Par exemple, dans le domaine visible pour la longueur d'onde {\displaystyle \lambda =500{\text{ nm}}=5\times 10^{-7}{\text{ m}}} et pour un bras D = 10 mètres,
{\displaystyle \Delta p={\frac {10}{5\times 10^{-7}}}\times 10^{-8}=0.2{\text{ frange}}},
ce qui serait très visible et donc parfaitement observable.
Michelson construisit un appareil auquel on a donné son nom, l'interféromètre de Michelson pour mesurer cette différence de phase. L'expérience de Michelson-Morley a toujours donné un résultat nul dans la limite des incertitudes expérimentales.
De plus, l'appareil n'étant pas parfait, on ne peut assurer que la distance entre la lame séparatrice et le miroir soit parfaitement égale dans les deux directions, et de ce fait l'apparition de franges ne permet pas de conclure directement. En revanche, on peut faire la différence entre les franges dues à l'appareil, et celles dues au phénomène qu'on veut mettre en évidence : il suffit pour cela de faire tourner l'appareil d'un quart de tour pour intervertir les deux trajets, et d'observer si les franges se modifient. 
Enfin, comme on ne sait pas a priori quelle est la vitesse de la Terre par rapport à l'éther, ni même si l'on n'est pas, par hasard, dans un endroit et à un moment où sa vitesse est nulle, il faut refaire l'expérience dans plusieurs directions, et avec plusieurs mois d'écart pour profiter du fait que la vitesse de la Terre par rapport à l'éther est modifiée.
Le premier interféromètre monté par Michelson n'étant pas assez précis pour conclure, c'est avec Morley que finalement les deux chercheurs purent affirmer que 

« s'il y a un mouvement relatif entre la Terre et l'éther luminifère, il doit être petit »

En physique, cette expérience est sans doute la plus célèbre des expériences négatives (donnant un résultat contraire à ce qui était recherché).

## Interprétation
Plusieurs tentatives d'explications classiques échouèrent et c'est 
Ernst Mach qui le premier émit l'hypothèse qu'il fallait rejeter le concept d'éther.
Parallèlement, des progrès théoriques permettaient, par la contraction des longueurs de Fitzgerald-Lorentz, d'expliquer le résultat expérimental, mais c'est finalement ce qui est devenu la relativité restreinte d'Einstein postulant l'invariance de c qui a permis d'expliquer l'étonnant résultat de Michelson et Morley.
L'expérience de Trouton-Noble est considérée comme l'équivalent en électrostatique de l'expérience de Michelson et Morley.